# Comuna Voșceanți, Sambir
Voșceanți (în ucraineană Вощанці) este o comună în raionul Sambir, regiunea Liov, Ucraina, formată din satele Kanafostî și Voșceanți (reședința).

## Demografie
Componența lingvistică a comunei Voșceanți
     Ucraineană (100%)
Conform recensământului din 2001, toată populația comunei Voșceanți era vorbitoare de ucraineană (100%).